# Albumine
Albumine (lateinisch albus ‚weiß‘) gehören wie die Globuline zur Gruppe der globulären Proteine. Albumin sorgt im menschlichen Organismus vor allem für Aufrechterhaltung des kolloidosmotischen Drucks und vermittelt vielen sonst wasserunlöslichen Stoffen Wasserlöslichkeit, indem sie an Albumin gebunden werden. Albumine sind auch in Milch, Eiern und Weizen zu finden.

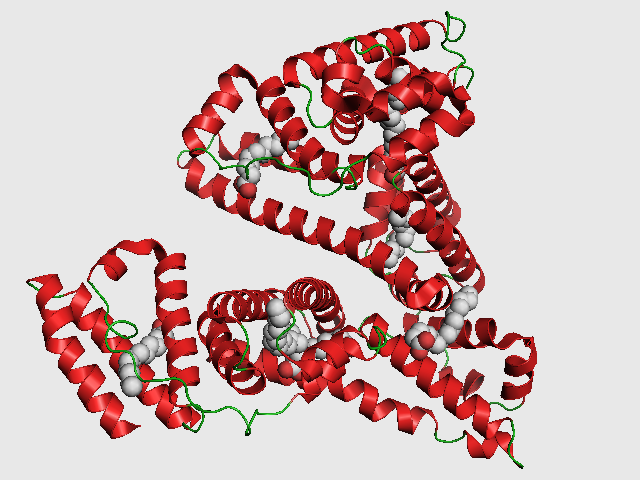
Albumin-Struktur (Monomer)

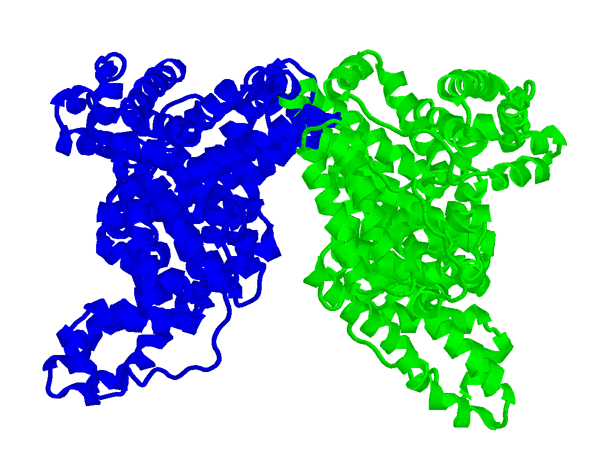
Albumin-Struktur (Dimer)

## Eigenschaften
Albumine haben eine Molekülmasse von etwa 66.000 Da und bestehen aus 584 bis 590 Aminosäuren. Durch einen hohen Anteil an Cystein haben die Albumine einen relativ hohen Schwefelgehalt. Albumine sind wasserlöslich, ihre Bindungskapazität für Wasser beträgt ca. 18 ml/g. Der isoelektrische Punkt liegt bei einem pH-Wert von 4,6. Albumine sind Ampholyte, d. h. im Gegensatz zu anderen Kolloiden oder Kristalloiden können sie – wie andere Proteine auch – sowohl Anionen als auch Kationen reversibel binden. Albumin wirkt desaggregierend auf Erythrozyten und Thrombozyten.

## Vorkommen
Menschlicher Organismus: Siehe den Hauptartikel Humanalbumin
In der Milch (Lactalbumin) sowie im Hühnereiweiß (Ovalbumin) ist Albumin enthalten. Albumin-Homologe können in allen Chordatieren gefunden werden. Serumalbumine werden per Cohn-Extraktion aus dem Blutserum isoliert.
Samen zweikeimblättriger Pflanzen (z. B. Hanfsamen) enthalten zwischen durchschnittlich 10 und 60 Prozent Proteine, ein großer Teil davon so genanntes 2S-Albumin. Auch in der äußeren Schale des Weizen-Korns kommt Albumin in Form von Leukosin vor, was ihn von allen anderen Getreiden unterscheidet und als Ursache für Weizenallergie infrage kommt.

## Verwendung

### Behandlung von Morbus Wilson
Albumin wird zur Behandlung des Morbus Wilson verwendet. Bei daraus folgender starker Schädigung der Leber kann es als Übergangslösung verabreicht werden, bis ein geeignetes Spenderorgan zur Verfügung steht. Albumin bindet hierbei das in zu großen Mengen vorhandene Kupfer an sich.

### Diagnose bei Tumorerkennung
Darüber hinaus kann Albumin auch als Trägerstoff zur Diagnose von Krebs in Tumorgeweben eingesetzt werden. Solide Tumoren haben für das Wachstum einen erhöhten Energiebedarf,  der  unter anderem dadurch gedeckt wird, dass der Tumor große Mengen des Bluteiweißes Albumin aufnimmt. Es wird eine fluoreszierende Substanz (5-Aminofluorescein) an das Albumin gekoppelt, das sich über die Blutbahn im Körper verteilt und schließlich im Tumor anreichert. Mit Laserlicht lässt sich die Substanz zum Leuchten anregen und macht dadurch die feinen Ausläufer der Geschwulst sichtbar. Dadurch sind die Grenzen zwischen Tumor- und Normalgewebe während des gesamten Eingriffs sichtbar, was z. B. Hirnchirurgen die Operation erleichtert.

### Therapie bei Tumorbehandlung
Seit Anfang des Jahres 2000 beschäftigt sich eine Arbeitsgruppe des Deutschen Krebsforschungszentrums (DKFZ) außerdem mit der Entwicklung von Albumin-gebundenen Therapeutika, um diese zielgerichtet in Tumoren und Entzündungen wie u. a. Rheuma zu schleusen. Ziel war es, die Wege zu klären, wie diese Albumin-Konjugate in der Zelle aufgenommen werden und wie das Therapeutikum aus dem Konjugat freigesetzt wird. Ebenso arbeiteten die Forscher des DKFZ daran, das Verbindungsmolekül zwischen Therapeutikum und Albumin zu optimieren, um eine effektive Freisetzung am Ort der Wirkung – und nur dort – zu erreichen. Die Gruppe hat bei zwei klinischen Prüfungen (Methotrexat-humanes Serum-Albumin (MTX-HSA) in Phase I und Aminofluorescein-HSA (AFL-HSA) in Phase I/II) die Serumspiegel der Konjugate für die pharmakokinetischen Untersuchungen bestimmt. MTX-HSA wurde in mehreren Studien bis zur klinischen Phase II geprüft. Trotz vielfacher und oft wiederholter Anwendung der Albuminkonjugate ist für MTX-HSA in den multizentrischen Phase-I/II-Studien bei über 100 Patienten bislang keine einzige allergische Reaktion wie die typischen Nebenwirkungen einer Chemotherapie beobachtet worden. In einer präklinischen Studie zeigte sich Aminopterin-HSA (AMPT-HSA) als wirkungsvollstes Konjugat mit einer Tumorremission.
Jedoch wurde die Weiterentwicklung auf Grund von Umstrukturierungen gestoppt.

### Kalibrierung von Testverfahren
In der Forschung kommt Rinderserumalbumin (BSA, von engl. bovine serum albumin) hauptsächlich in der Immunologie zum Einsatz, unter anderem zur Kalibrierung entsprechender Testverfahren. Bei immunologischen Nachweisverfahren wie z. B. dem Enzyme-linked Immunosorbent Assay oder bei Immunpräzipitationen wird BSA häufig eingesetzt, um unspezifische Bindungen von Immunglobulinen an die Kunststoffoberfläche der Mikrotiterplatten bzw. Agarose-Beads zu verhindern. Diese Beads werden in Immunpräzipitationen eingesetzt und dafür mit Antikörpern inkubiert.

### In der Intensivmedizin
Albumin wurde auch zur Infusionstherapie auf Intensivstationen eingesetzt.